# エミール・ベルタン (軽巡洋艦)
|          | |
| 艦歴     | |
| 発注     | |
| 起工     | 1931年8月18日 |
| 進水     | 1933年5月9日 |
| 就役     | 1935年1月28日 |
| 退役     | 1951年10月 |
| その後   | 1961年にスクラップとして廃棄 |
| 除籍     | 1959年10月27日 |
| 前級     | ジャンヌ・ダルク |
| 次級     | ラ・ガリソニエール級 |
| 性能諸元 | |
| 排水量   | 基準排水量：5,886トン 満載排水量：8,480トン |
| 全長     | 177.0m 水線長：167.0m |
| 全幅     | 16.0m |
| 吃水     | 6.6m |
| 機関     | ペノエ式重油専焼水管缶6基 +パーソンズ式ギヤードタービン 4基4軸推進 |
| 最大出力 | 84,000hp |
| 最大速力 | 34ノット（公試時：39.66ノット） |
| 航続距離 | 15ノット/3,600海里 |
| 乗員     | 平時540名、戦時711名 |
| 兵装     | 1926-30年型 15.2cm（55口径）3連装砲3基 1926-30年型 9cm（50口径）連装高角砲2基 1925年型 オチキス 37mm（50口径）連装機関砲4基 1929年型13.2mm（50口径）連装機銃4基 55cm3連装水上魚雷発射管2基 ブレゲーB4型機雷200個 |
| 装甲     | ボックス・シタデル：30mm 甲板：20mm 司令塔：20mm |
| 艦載機   | 水上機2機、カタパルト1基 |

エミール・ベルタン (Croiseurs Emile Bertin) とは、フランス海軍が第二次世界大戦で運用した巡洋艦。本艦はフランス海軍が戦間期の1930年度計画において建造した、機雷敷設艦と軽巡洋艦の両方の性格を持つ軍艦である。
艦名は、フランスを代表する海軍技術者で、日本とも縁が深い、軍艦設計者ルイ＝エミール・ベルタンに因む。

## 概要
第一次世界大戦後にフランス海軍が建造した機雷敷設型巡洋艦「プリュトン」は、基準排水量約4,800トンで、やや小型であった。そこで「プリュトン」よりも船体を大型化して機雷の搭載数を増大、火力と航洋性を大幅に強化したのが本艦である。第二次世界大戦では高速輸送艦、哨戒任務、対地支援砲撃など諸任務に投入されたが、機雷戦に従事したことはなかったという。

## 外観について
本艦の船体形状はフランス近代巡洋艦伝統の船首楼型船体で、艦首の水面から甲板までの乾舷は高く、本艦の凌波性能が高いことをうかがわせる。軽くシアの付いた艦首甲板から本艦より新設計の「1926-30年型 15.2cm（55口径）砲」を三連装砲塔に納め、1・2番主砲塔を背負い式で2基、艦橋を基部に持つ軽量な三脚檣、二本の煙突の間隔は「シフト配置」のため広く取られ2本の煙突の間には水上機射出カタパルトが1基配置され、1番煙突の周りが艦載艇置き場で2番煙突基部に付いた揚収クレーンにより艦載艇・水上機は運用された。カタパルトの左右に55cm3連装魚雷発射管が片舷1基ずつ計2基配置された。艦尾甲板に後ろ向きに3番主砲塔が1基配置された。機雷は200個が収容可能で、艦尾甲板上の左右に組み立て式投下軌条があり、使用しないときには折り畳んで艦内に仕舞えた。

### 主砲について
主砲は新設計の「1926-30年型 15.2cm（55口径）砲」を採用した。性能は重量54～58.8 kgの砲弾を最大仰角45度で26,960 mまで届かせることが出来るこの砲を3連装砲塔に収めた。俯仰能力は仰角45度、俯角10度で、装填角度は俯角5度から仰角15度の間である。旋回角度は船体首尾線方向を0度として左右150度の旋回角度を持つ、主砲身の俯仰・砲塔の旋回・砲弾の揚弾・装填は主に電力で行われ、補助に人力を必要とした。発射速度は毎分5～8発である。

### 高角砲、その他の備砲について
高角砲は新設計の「1926年型9cm（50口径）高角砲」を採用した。9.51kgの砲弾を仰角45度で15,440 m、対空榴弾を最大仰角80度で10,600mの高度まで到達できた。旋回と俯仰は電動と人力で行われ、左右方向に150度旋回でき、俯仰は仰角80度、俯角5度で発射速度は毎分12～15発だった。これを連装砲架で2基4門を搭載した。他には「1925年型37mm（50口径）機関砲」を連装砲架で4基8門、「1929年型13.2mm（50口径）機銃」を連装砲架で4基8丁、55cm3連装水上魚雷発射管を2基6門装備した。

### 機関について
機関配置はシフト配置である。本艦は駆逐艦並みの高速性能が望まれ、計画速力は34ノットが予定された。機関構成は新設計のペノエ式水管缶6基とパーソンズ式ギヤード・タービンを4基4軸推進であり､公試では102,000hp･速力39.66ノットを記録している。重油燃料タンクは1,336トンで速力15ノットで3,660海里航行できる性能であった。

## 艦歴
1931年8月18日起工。1933年5月9日進水。1935年1月28日竣工。震動問題に悩まされ、スクリューを換装するなど改善工事を実施した。
1939年（昭和14年）9月1日の第二次世界大戦勃発時、地中海に面した北アフリカチュニジアのビゼルトにあった。レバノンからトゥーロンまで57トンの金を輸送。1940年4月19日、ノルウェーの戦いに伴うナムソスの戦いでは、ナムソスにむかう兵員輸送船団FP1の護衛をおこなう。ドイツ空軍の爆撃機による攻撃を受け、至近弾で損傷。フランス本国に戻りブレストで修理をおこなった。5月、フランス政府の保有する金塊を北アメリカ大陸まで輸送する任務を、練習巡洋艦「ジャンヌ・ダルク」と共に実施する。ヨーロッパ大陸から英連邦カナダまで金の輸送に従事。6月、再び金をハリファックスまで輸送するが、フランスとドイツの休戦によりフランス海外植民地の西インド諸島マルティニークへ向かった。
フランスがヴィシー政府と自由フランスに分裂した後、各地でイギリス軍がフランス軍艦を攻撃する事件があったが、マルティニークではフランスが軍艦を出航させない代わりにイギリスは島内に係留されている軍艦を攻撃しないという協定が結ばれた。これにより空母「ベアルン」、巡洋艦2隻（エミール・ベルタン、ジャンヌ・ダルク）はしばらくマルティニークに留まった。1943年中頃にマルティニークが連合国側の自由フランスに鞍替えすると、マルティニークのフランス軍艦も自由フランス軍に加わる。以後は自由フランス海軍として活動した。「エミール・ベルタン」もアメリカ合衆国のフィラデルフィア海軍工廠に送られ、近代化改修を受ける。1944年になると地中海で作戦に従事し、ドラグーン作戦（南フランス上陸）の支援や北イタリアのリグーリア海岸への対地砲撃などに参加した。
第二次世界大戦後はフランス領インドシナに派遣され、第一次インドシナ戦争に加わった。フランスに戻った後は練習艦として使用された。1951年に退役し、宿泊艦（ハルク）として利用されたあと、1959年10月に除籍された。

## 登場作品
- アズールレーン - 艦船擬人化されて登場。声優は上田麗奈。
- World of Warships - フランス海軍の巡洋艦（Tier5）として操作できる。